# Comuna Zelena, Kovel
Zelena (în ucraineană Зелена) este o comună în raionul Kovel, regiunea Volînia, Ucraina, formată din satele Volea-Kovelska și Zelena (reședința).

## Demografie
Componența lingvistică a satului Zelena
     Ucraineană (98,71%)
     Alte limbi (1,29%)
Conform recensământului din 2001, majoritatea populației satului Zelena era vorbitoare de ucraineană (98,71%), existând în minoritate și vorbitori de alte limbi.